# 東京巨蛋
東京巨蛋（日语：／ Tōkyō Dōmu */?）是位於日本東京都文京區的多功能體育館，容納座位約55,000人。1988年（昭和63年）3月18日開場，為日本首座巨蛋型球場，亦是株式會社東京巨蛋所營運的東京巨蛋城之核心設施。亦稱為「BIG EGG」。

## 概要
東京巨蛋是日本職棒球隊讀賣巨人的主場，除了棒球，也曾經舉辦過籃球與美式足球比賽，還有職業摔角、綜合武術、K-1賽事或音樂表演，在2023年也將在東京巨蛋舉辦首次的冰上表演。其蛋型屋頂為具彈性的薄膜，一般會把巨蛋內的氣壓控制在比巨蛋外高0.3%以維持蛋頂外型。
東京巨蛋的原址為1949年啟用、1972年關閉的後樂園競輪場，供場地自由車比賽之用。棒球比賽在競輪場旁的後樂園球場舉行，但因球場老舊不敷使用，於是1985年在競輪場清拆後的空地動土興建巨蛋，1988年（昭和63年）3月18日完工啟用。後樂園球場在1987年11月球季結束後功成身退，1988年2月完成拆除工程，之後建設了東京巨蛋飯店。

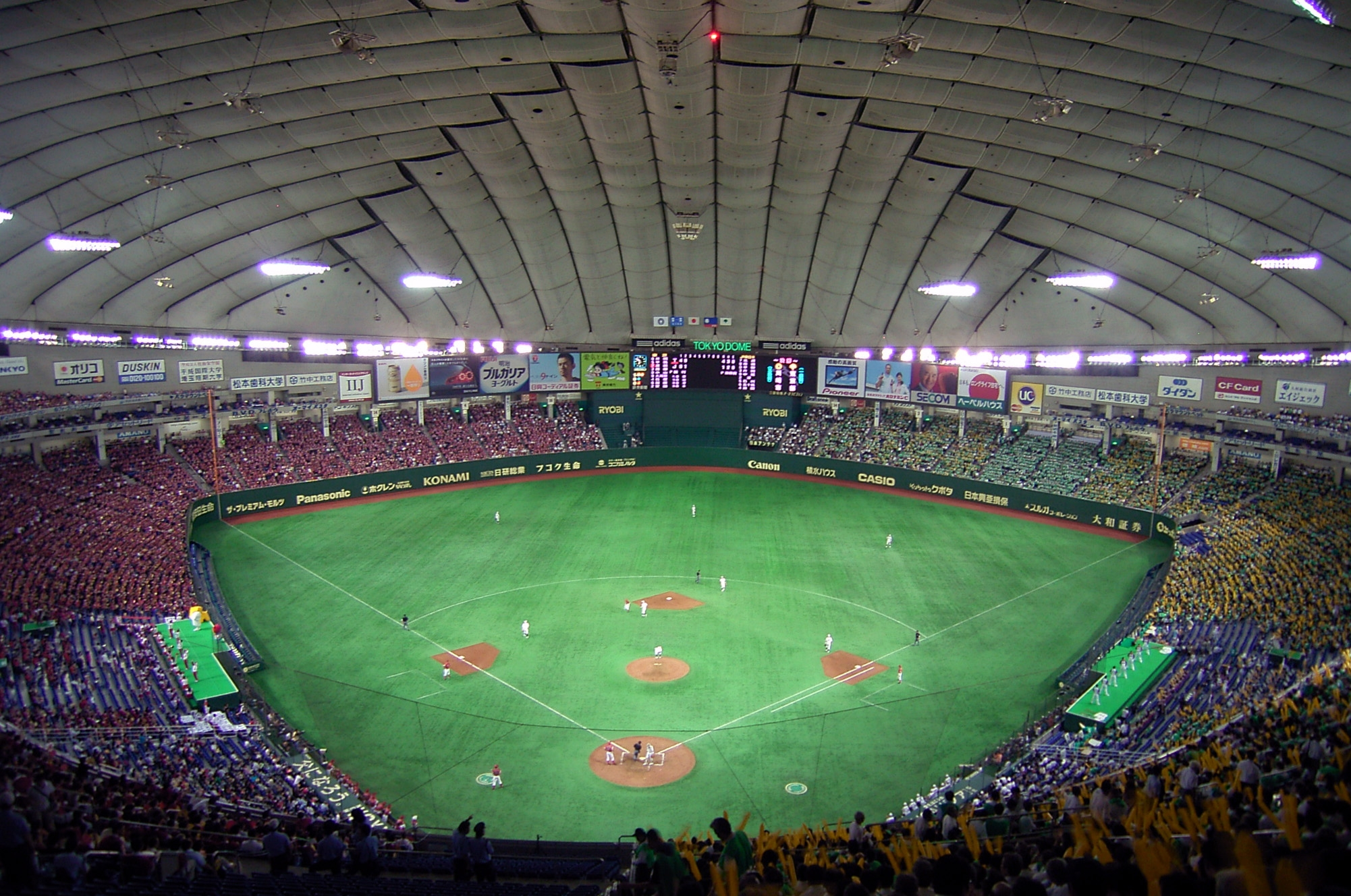
「東京巨蛋」場內景觀

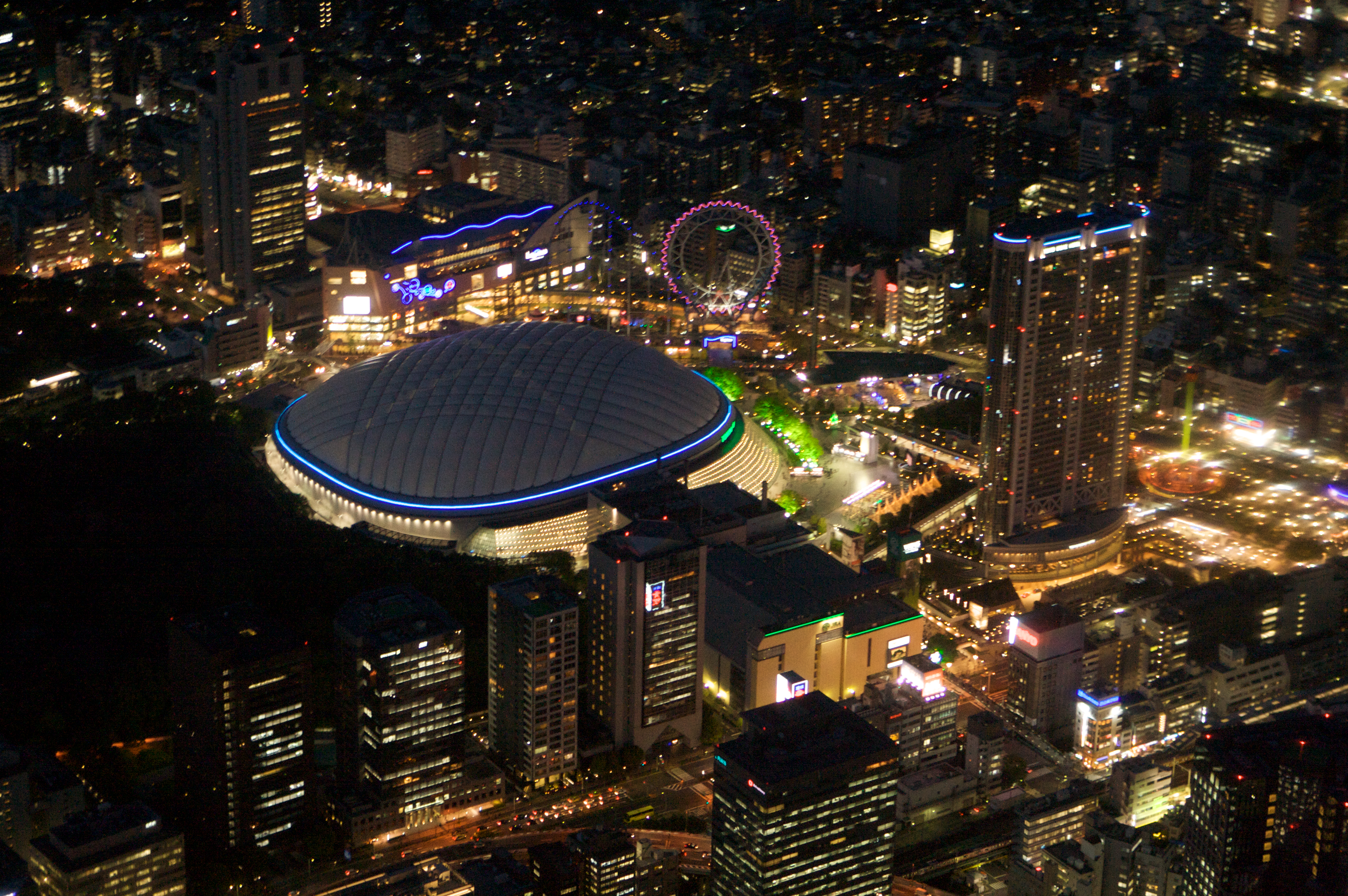
夜景

東京巨蛋亦為日本「五大巨蛋」之一，其他4者為福岡巨蛋、札幌巨蛋、名古屋巨蛋、大阪巨蛋，其餘日本巨蛋亦有西武巨蛋的大型體育演唱會場地。同時由於東京巨蛋比其餘巨蛋擁有更大的觀眾容納量，東京巨蛋相較於其他巨蛋更容易會被海外藝人選為大型巡演和全體育場巡演的日本站演出場地。

## 主題公園
東京巨蛋除了是比賽場之外，同時也有一座主題樂園，名為東京巨蛋城（Tokyo Dome City；前身為後樂園遊樂場），包括下列設施：
- 東京巨蛋
  - 野球體育博物館
- 東京巨蛋樂園（後樂園遊樂園）
  - LaQua溫泉
- MEETS PORT
  - JCB HALL（又被稱做後樂園表演廳2）
- 東京巨蛋飯店
- 黃建築
  - 後樂園表演廳
- 紅建築
  - WINS後樂園
  - offt後樂園
- JUMP SHOP（週刊少年Jump的商店）
- 福祿壽／小石川七福神

## 重要節目

### 體育活動
目前為日本職棒讀賣巨人主場。在2006年後，由於世界棒球經典賽開辦，加上球季初或球季末時會邀請國外球隊進行交流比賽，因此也成為日本武士隊常態性及主場。
2000年芝加哥小熊隊與紐約大都會隊在這裡打了兩場開幕戰，這也是首次有美國職棒大聯盟球隊在亞洲地區打正規球季賽。紐約洋基隊與坦帕灣魔鬼魚隊在2004年三月在此打了兩場開幕戰。西雅圖水手隊与與奧克蘭運動家隊在2019年3月在此打了兩場揭幕戰。
在2005年8月，亞特蘭大獵鷹隊在東京巨蛋以27-20擊敗了印第安那小馬隊，這是美國職業美式足球聯盟在該年度於體育館內進行的第一場會前賽。
東京巨蛋也舉辦過幾場拳擊冠軍戰，包括在1990年的2月10日的重量級冠軍戰，也就是麥克·泰森被戰績42勝1敗的詹姆士·道格拉斯（James "Buster" Douglas）在第十回合擊倒奪去冠軍頭銜的比賽。
在2022年羽生結弦也宣布將在2023年2月26日在東京巨蛋舉辦冰上表演「GIFT （页面存档备份，存于）」，是東京巨蛋首次進行冰上的演出。

### 演唱會
身為東京市中心少數可容納5萬人以上的活動場地之一，東京巨蛋曾舉行過多場著名的演唱會；但相對於同樣被日本音樂業界視為指標場地的日本武道館，東京巨蛋的容量更為巨大，在此開唱的歌手，必須具有一定知名度才能達到觀眾滿場，因此在東京巨蛋舉辦演唱會，更能彰顯出歌手的人氣。
首位以個人名義在東京巨蛋舉行演唱會的歌手為美空雲雀。
1992年12月12日至31日，麥可·傑克遜在此舉行演唱會Dangerous世界巡迴演唱會，8場均人數爆滿，1996年12月12日至20日，也在此舉行演唱會HIStory世界巡迴演唱會，且在東京巨蛋前身東京後樂園球場時，麥可·傑克遜即在1987年9月12日至14日舉行演唱會BAD世界巡回演唱会為其在新舊東京巨蛋都舉辦過演唱會的國際藝人。
2007年7月22日，KinKi Kids在此舉行出道十周年紀念公演，容納約67,000名觀眾，創下東京巨蛋「單場最多觀眾人數」的新紀錄。目前，KinKi Kids也是東京巨蛋「累計開唱最多場次」以及「連續公演年數最長」的紀錄保持人。
而女子組合桃色幸運草Z打破了最少的音樂組合成員人數在東京巨蛋舉辦演唱會的紀錄，並在演唱會中最年輕的一班成員（平均24歲）可以在東京巨蛋進行演唱會，更成功在日本五大巨蛋都開過演唱會。兩場演唱會合共動員9萬人次入場。
東京巨蛋史上最快門票完售紀錄，是在1997年12月31日X JAPAN解散演唱會THE LAST LIVE ，55000張於2分鐘內完售，至今無人打破。
2007年12月22日Hey! Say! JUMP以團體平均年齡15.2歲成為東京巨蛋的最年輕表演者。
2006年9月20日和21日，美國女歌手瑪丹娜在東京巨蛋舉行其個人世界巡迴演唱會的最後一站，兩場全場爆滿。
2009年5月KAT-TUN連續八天（2009年5月15日至22日）東京巨蛋舉行演唱會，創下金氏世界紀錄，並在6月追加兩場公演（2009年6月14日和15日)，成為史上第一組在一個月內在東京巨蛋舉行共十場演唱會的藝人。
2011年12月聲優水樹奈奈首次在此舉行演唱會，成為史上第一個聲優在此公演，並且創下「東京巨蛋史上的第一場全天域星象投影表演」的紀錄。2016年4月9、10日，她第二次在此舉行演唱會，成為東京巨蛋開唱次數最多的日本個人女歌手之一。
2016年3月31日至4月1日動畫團體μ's在此舉行最終演唱會「µ's Final LoveLive! ～µ'sic Forever♪♪♪♪♪♪♪♪♪～」，成為首位登上東京巨蛋的聲優偶像組合。
2016年9月19日至20日，BABYMETAL在此舉行'WORLD TOUR 2016 LEGEND -METAL RESISTANCE-RED NIGHT / BLACK NIGHT"，並在兩日內打破110000人動員次數。更打破了成員最少團隊的人數(三個)可以在東京巨蛋開演唱會，並打破東京巨蛋演唱會出演者中最年輕的紀錄(平均17.6歲)
2018年11月20日至21日，泰勒絲在此舉行演唱會舉世盛名體育場巡迴演唱會，兩日內場均人數爆滿，精彩的演出為泰勒絲在日本帶來人氣，並作為結束巡迴演唱會的演出。
2023年6月24日至25日，東方神起在此舉行「LIVE TOUR 2023 〜CLASSYC〜」，成為首位在東京巨蛋舉行30場公演的海外藝人，同時創下首位在全國巨蛋舉行89場公演的海外藝人的紀錄，均為海外藝人公演次數最多的紀錄。
2024年2月7日至10日，泰勒絲将在此舉行演唱會時代巡迴演唱會，成為東京巨蛋史上第一位連開四場演唱會的非日籍女歌手。

## 軼聞
- 臺灣的圓頂球場或大型屋內競技場之所以稱為巨蛋，是源自於直譯了東京巨蛋的另一個稱呼BIG EGG[4]。

## 鄰近車站
- 水道橋站
  -  中央、總武緩行線
  -  都營地下鐵三田線－車站編號 I-11
- 春日站
  -  都營地下鐵大江戶線－車站編號 E-07
  -  都營地下鐵三田線－車站編號 I-12
- 後樂園站
  -  東京地下鐵丸之内線－車站編號 M-22
  -  東京地下鐵南北線－車站編號 N-11

## 腳註
1. ↑  東京ドームとは - 東京ドームシティ
2. ↑  “東京ドームが盛大に完工式”. 北海道新聞 (北海道新聞社). (1988年3月18日)
3. 1 2  “広い！高い！東京ドーム 上棟式で初公開”. 北海道新聞 (北海道新聞社). (1987年7月22日)
4. ↑  多功能巨蛋體育館之營運管理實務(2014) （页面存档备份，存于） 314頁

## 外部連結
- 東京巨蛋（日語）
- 東京巨蛋在台灣棒球維基館上的頁面（繁體中文）

| 前任： 後樂園球場 | 讀賣巨人主場 1988年至今         | 繼任： 現今     |
| 前任： 後樂園球場 | 日本火腿鬥士主場 1988年－2003年 | 繼任： 札幌巨蛋 |